# ألغونا (واشنطن)
ألغونا (بالإنجليزية: Algona city, Washington)‏ هي مدينة تقع بولاية واشنطن في الولايات المتحدة. تبلغ مساحتها 3.35 كم2، وترتفع عن سطح البحر 25 م، بلغ عدد سكانها 3,014 نسمة في عام 2010 حسب إحصاء مكتب تعداد الولايات المتحدة وتصل الكثافة السكانية فيها 899.7 نسمة لكل كيلومتر مربع (2,330.2/ميل2).

## التركيبة السكانية
حدّد مكتب تعداد الولايات المتحدة بيانات التركيبة السكانية لألغونا في تعداد الولايات المتحدة. في ما يلي، التركيبة السكانية حسب تعدادي 2000 و2010.

### تعداد عام 2000
بلغ عدد سكان ألغونا 2,460 نسمة بحسب تعداد عام 2000، وبلغ عدد الأسر 845 أسرة وعدد العائلات 644 عائلة مقيمة في المدينة. في حين سجلت الكثافة السكانية 734.3 نسمة لكل كيلومتر مربع (1,901.8/ميل2). وبلغ عدد الوحدات السكنية 878 وحدة بمتوسط كثافة قدره 262.1 لكل كيلومتر مربع (678.8/ميل2).
وتوزع التركيب العرقي للمدينة بنسبة 84.80% من البيض و1.67% من الأمريكيين الأفارقة و1.87% من الأمريكيين الأصليين و5.93% من الأمريكيين ذوي الأصول الآسيوية و0.12% من سكان جزر المحيط الهادئ و2.28% من الأعراق الأخرى و3.33% من عرقين مختلطين أو أكثر و5.98% من الهسبانيون أو اللاتينيون من أي عرق.
بلغ عدد الأسر 845 أسرة كانت نسبة 47.7% منها لديها أطفال تحت سن الثامنة عشر تعيش معهم، وبلغت نسبة الأزواج القاطنين مع بعضهم البعض 56.4% من أصل المجموع الكلي للأسر، ونسبة 11.7% من الأسر كان لديها معيلات من الإناث دون وجود شريك،  بينما كانت نسبة 8% من الأسر لديها معيلون من الذكور دون وجود شريكة وكانت نسبة 23.8% من غير العائلات. تألفت نسبة 18.6% من أصل جميع الأسر من عدة أفراد يعيشون في نفس المنزل ونسبة 3.8% كانت تتألف من شخص يعيش بمفرده يبلغ من العمر 65 عاماً أو أكثر. وبلغ متوسط حجم الأسرة المعيشية 2.91، أما متوسط حجم العائلات فبلغ 3.29.
بلغ العمر الوسطي للسكان 34.3 عاماً. وكانت نسبة 30.7% من القاطنين تحت سن الثامنة عشر، وكانت نسبة 6.8% بين الثامنة عشر والرابعة والعشرين عاماً، ونسبة 36.5% كانت واقعةً في الفئة العمرية ما بين الخامسة والعشرين والرابعة والأربعين عاماً، ونسبة 19.6% كانت ما بين الخامسة والأربعين والرابعة والستين، ونسبة 6.3% كانت ضمن فئة الخامسة والستين عاماً فما فوق. يوجد لكل 100 أنثى 108.0 ذكر، ويوجد لكل 100 أنثى في الثامنة عشر من عمرها فما فوق 105.3 ذكر.
بلغ متوسط دخل الأسرة في المدينة 50,833 دولارًا، أما متوسط دخل العائلة فبلغ 52,462 دولارًا. وكان متوسط دخل الذكور 40,450 دولارًا مقابل 28,370 دولارًا للإناث. وسجل دخل الفرد الخاص بالمدينة 19,734 دولارًا. وكانت نسبة 3.2% من العائلات ونسبة 4.5% من السكان تحت خط الفقر، وكان من هؤلاء نسبة 3.7% تحت سن الثامنة عشر ونسبة 10.4% في الخامسة والستين من العمر وما فوق.

### تعداد عام 2010
بلغ عدد سكان ألغونا 3,014 نسمة بحسب تعداد عام 2010، وبلغ عدد الأسر 953 أسرة وعدد العائلات 722 عائلة مقيمة في المدينة. في حين سجلت الكثافة السكانية 899.7 نسمة لكل كيلومتر مربع (2,330.2/ميل2). وبلغ عدد الوحدات السكنية 1,018 وحدة بمتوسط كثافة قدره 303.9 لكل كيلومتر مربع (787.1/ميل2).
وتوزع التركيب العرقي للمدينة بنسبة 67.05% من البيض و3.25% من الأمريكيين الأفارقة و1.73% من الأمريكيين الأصليين و11.68% من الأمريكيين ذوي الأصول الآسيوية و1.99% من سكان جزر المحيط الهادئ و7.50% من الأعراق الأخرى و6.80% من عرقين مختلطين أو أكثر و15.86% من الهسبانيون أو اللاتينيون من أي عرق.
بلغ عدد الأسر 953 أسرة كانت نسبة 46.5% منها لديها أطفال تحت سن الثامنة عشر تعيش معهم، وبلغت نسبة الأزواج القاطنين مع بعضهم البعض 54.6% من أصل المجموع الكلي للأسر، ونسبة 12.1% من الأسر كان لديها معيلات من الإناث دون وجود شريك،  بينما كانت نسبة 9.1% من الأسر لديها معيلون من الذكور دون وجود شريكة وكانت نسبة 24.2% من غير العائلات. تألفت نسبة 17% من أصل جميع الأسر من عدة أفراد يعيشون في نفس المنزل ونسبة 3.9% كانت تتألف من شخص يعيش بمفرده يبلغ من العمر 65 عاماً أو أكثر. وبلغ متوسط حجم الأسرة المعيشية 3.15، أما متوسط حجم العائلات فبلغ 3.49.
بلغ العمر الوسطي للسكان 33.1 عاماً. وكانت نسبة 28.4% من القاطنين تحت سن الثامنة عشر، وكانت نسبة 10.5% بين الثامنة عشر والرابعة والعشرين عاماً، ونسبة 27.3% كانت واقعةً في الفئة العمرية ما بين الخامسة والعشرين والرابعة والأربعين عاماً، ونسبة 27.3% كانت ما بين الخامسة والأربعين والرابعة والستين، ونسبة 6.5% كانت ضمن فئة الخامسة والستين عاماً فما فوق. وتوزع التركيب الجنسي للسكان بنسبة 50.8% ذكور و49.2% إناث.

## وصلات خارجية
- الموقع الرسمي